# شركة القصيم القابضة للاستثمار
شركة القصيم القابضة للاستثمار (جاكو)، هي شركة مساهمة سعودية، تأسست في الرابع والعشرين من سبتمبر عام 1985 , في منطقة القصيم في المملكة العربية السعودية , برأس مال نصف مليار ريال سعودي، تنشط الشركة في الإستثمار في المجال الزراعي بنوعيه النباتي والحيواني، وإنشاء وحدات التبريد والنقل المبرد واستيراد الحبوب والأعلاف والمعدات الزراعية
عرفت الشركة سابقاً باسم شركة القصيم الزراعية حتى تاريخ 16-05-1438هـ / 13-02-2017م، عندما غير اسمها إلى شركة القصيم القابضة للاستثمار.

## الشركات التابعة
شركات تابعة ومساهمة فيها شركة القصيم القابضة للاستثمار:
- مجموعة البندرية.
- مصنع ألبان القصيم.
- مصنع التمور السعودية.
- شركة كيان للبتروكيماويات.